# Cnemaspis punctata
Espèce
Cnemaspis punctata est une espèce de geckos de la famille des Gekkonidae.

## Répartition
Cette espèce est endémique du Sri Lanka. Elle se rencontre vers 760 m d'altitude dans les monts Knuckles.

## Description
Cnemaspis punctata mesure jusqu'à 36,0 mm, queue non comprise.

## Publication originale
- Manamendra-Arachchi, Batuwita & Pethiyagoda, 2007 : A taxonomic revision of the Sri Lankan day-geckos (Reptilia: Gekkonidae: Cnemaspis), with description of new species from Sri Lanka and southern India. Zeylanica, vol. 7, n. 1, p. 9-122 (texte intégral).